# Средно училище „Васил Левски“ (Шумен)
Средно училище „Васил Левски“ е средно училище в град Шумен, то отваря врати през 1932 г. Патрон на училището е Васил Левски. Разположено е на адрес: ул. „Дедеагач“ № 24 в жилищен комплекс „Тракия“. В него учат ученици от 1 до 12 клас. То е с общинско финансиране. Обучението се извършва в 2 учебни смени. Директор на училището е Юлия Златанова Христова.

## История
По молба на тракийци през 1931 г. започва да се строи училище в квартала, което е завършено през 1932 г. Училището има две големи и две малки стаи с югоизточно изложение. Учебната 1932/1933 г. започва в новото училище. Първи учители са Мелица Кърджиева и Веса Градинарова. Създава се родителско-учителско сдружение, а на 13 декември 1934 г. се открива трапезария за 18 деца. Училището поддържа тесни връзки с населението в квартала, организират се народни четения и се изнасят беседи.
Към 9 септември 1944 г. училището има два слети класа от I до IV отделение с 47 ученици. През учебната 1947/1948 г. училището е електрифицирано. През 1948 г. е създадена пионерска организация, с ръководител Борислав Антонов. Има промени и в учителския състав. Веса Градинарова Ангелова работи, като главен учител, като нов учител е назначен Борис Конев, който е мобилизиран в армията. На негово място е назначена учителката Златка Богутинска.
През учебната 1956/57 г. се обособяват 4 самостоятелни паралелки, а през 1957/58 г. училището се преименува на Васил Левски.
Поради бързото увеличаване на броя на учениците през лятото на 1959 г. се надстроява втори етаж на училището, създава се и полудневна детска градина. През 1960/61 г. е обзаведена работилница с 28 работни места. През учебната 1969/70 г. учат 192 ученици в 8 паралелки. Това налага построяването на ново голямо училище. На 14 март 1970 г. първия секретар на ГК на БКП, Здравко Станев прави първа копка на новото училище. През учебната 1970/71 г. в училището учат 283 ученици.
С построяването на новото ЕСПУ през учебната 1971/72 г., началното училище „Васил Левски“ престава да съществува. Официалното откриване на ЕСПУ „Васил Левски“ е на патронния празник – 19 февруари 1973 г. Встъпително слово произнася Севдалина Коларова – директор на новооткритото училище. Предмет на дейността на училището е да осъществява учебно-възпитателна дейност на учениците, като им даде знания по всички общообразователни предмети чрез обучение от I до XI клас. Има два профила на паралелките за професионално обучение – студена обработка на металите и оператор в химическата промишленост. Бързо нараства броя на учениците и това довежда до изменение на ръководния състав, като се назначават двама заместник директори.
През периода 1985 – 1991 г. броят на учениците нараства и варира от 1525 до 1840, разпределени в 55–65 паралелки. Големият брой ученици налага създаването на Десето основно училище, което е настанено с част от учителите и учениците в сградата на ТХП „Проф. д-р Асен Златаров“ – Шумен. Решението за създаването на Десето основно училище е прието на изпълкома на ОНС – гр. Шумен – №134 от 3 юли 1981 г. Десето основно училище съществува до 1991 г. и отново се влива в ЕСПУ „Васил Левски“.
ЕСПУ „Васил Левски“ има библиотека с 20 хиляди тома литература (книги), ученически хор, духова музика, танцов състав, отбори по волейбол, баскетбол, борба, спортна гимнастика, атлетика, футбол, които са удостоени с много отличия и грамоти.
С навлизане на новия закон за народната просвета през 15 септември 1991 г., училището се преобразува от ЕСПУ „Васил Левски“ в Средно общообразователно училище „Васил Левски“. С навлизане на закона за предучилищното и училищно образование през 2016 г., училището от Средно общообразователно училище „Васил Левски“ се преобразува в Средно училище „Васил Левски“.

## Директори
Директори на училището са:
- Христо Христов (1978 – 1988)
- Димитър Вълканов (1988 – 2003)
- Царинка Жечева (2004, 2008)[3][4]
- Юлия Христова (от 2003 г. с прекъсвания през 2004 и 2008 г.)